# Camponotus propinquus
Camponotus propinquus är en myrart som beskrevs av Mayr 1887. Camponotus propinquus ingår i släktet hästmyror, och familjen myror.

## Underarter
Arten delas in i följande underarter:
- C. p. baretoi
- C. p. propinquus